# Virginia Yagüe
Virginia Yagüe Romo (Madrid, 8 de enero de 1973) es una guionista, productora y escritora española. Trabaja en diferentes ámbitos: televisión, cine además de escribir novelas. Ha participado en el guion de series de televisión de ámbito histórico y de tanta audiencia como Amar en tiempos revueltos o La Señora. Desde junio de 2022 es presidenta de DAMA. De 2018 a 2021 fue Vicepresidenta Segunda de CIMA. De 2014 a junio de 2018 fue presidenta de CIMA, la Asociación de Mujeres Cineastas y de Medios Audiovisuales y vicepresidenta de DAMA (Gestión de derechos de autor de Medios Audiovisuales).

## Trayectoria
Estudió en la Universidad Complutense de Madrid y se diplomó en la Escuela de Cine de la Comunidad de Madrid (ECAM).
Es guionista de series de televisión, a menudo en un marco histórico: La señora, 14 de abril. La República, Amar en Tiempos Revueltos, Arrayán o El Súper. Con frecuencia las protagonistas de sus series son mujeres decididas y con coraje que sabe imponerse a su propia época.
En cine destaca su trabajo en películas como Para que no me olvides (2005) en la que realizó el guion con Patricia Ferreira al igual que con Los niños salvajes (Biznaga de Oro del Festival de Cine de Málaga 2012). También ha participado en películas de grupo como En el mundo a cada rato, Ellas son África y en el documental del Colectivo de Mujeres Cineastas Contra la Reforma de la Ley del Aborto Yo decido. El tren de la libertad sobre la manifestación que se celebró el 1 de febrero de 2014 en Madrid en contra de la modificación de la ley del aborto.
En 2009 publicó El Marqués, una novela que narra los antecedentes biográficos del marqués de Castro, uno de los personajes más populares de la serie de TVE, La Señora en cuya creación de guion participó Yagüe.
En 2012 asumió la vicepresidencia de CIMA, la Asociación de Mujeres Cineastas y de Medios Audiovisuales, organización que pasó a presidir en 2014 sustituyendo a Isabel de Ocampo.
En 2014 publicó la novela La última princesa del Pacífico que transcurre en la antigua colonia de Filipinas, en la que la revolución histórica de 1898 y la pérdida de las colonias corren en paralelo a la "revolución interna" de su protagonista.
Es productora ejecutiva en el Departamento de Ficción de la productora Shine Iberia, que compatibiliza con la docencia en distintas escuelas y universidades donde imparte clases y seminarios de guion.
En junio de 2022 fue elegida presidenta de DAMA (Entidad de gestión especializada en contenidos audiovisuales).

## Películas, telefilmes y documentales
- 2003 Acosada guionVirginia Yagüe y Leticia Dolera en los Premios Mujeres Progresistas 2017

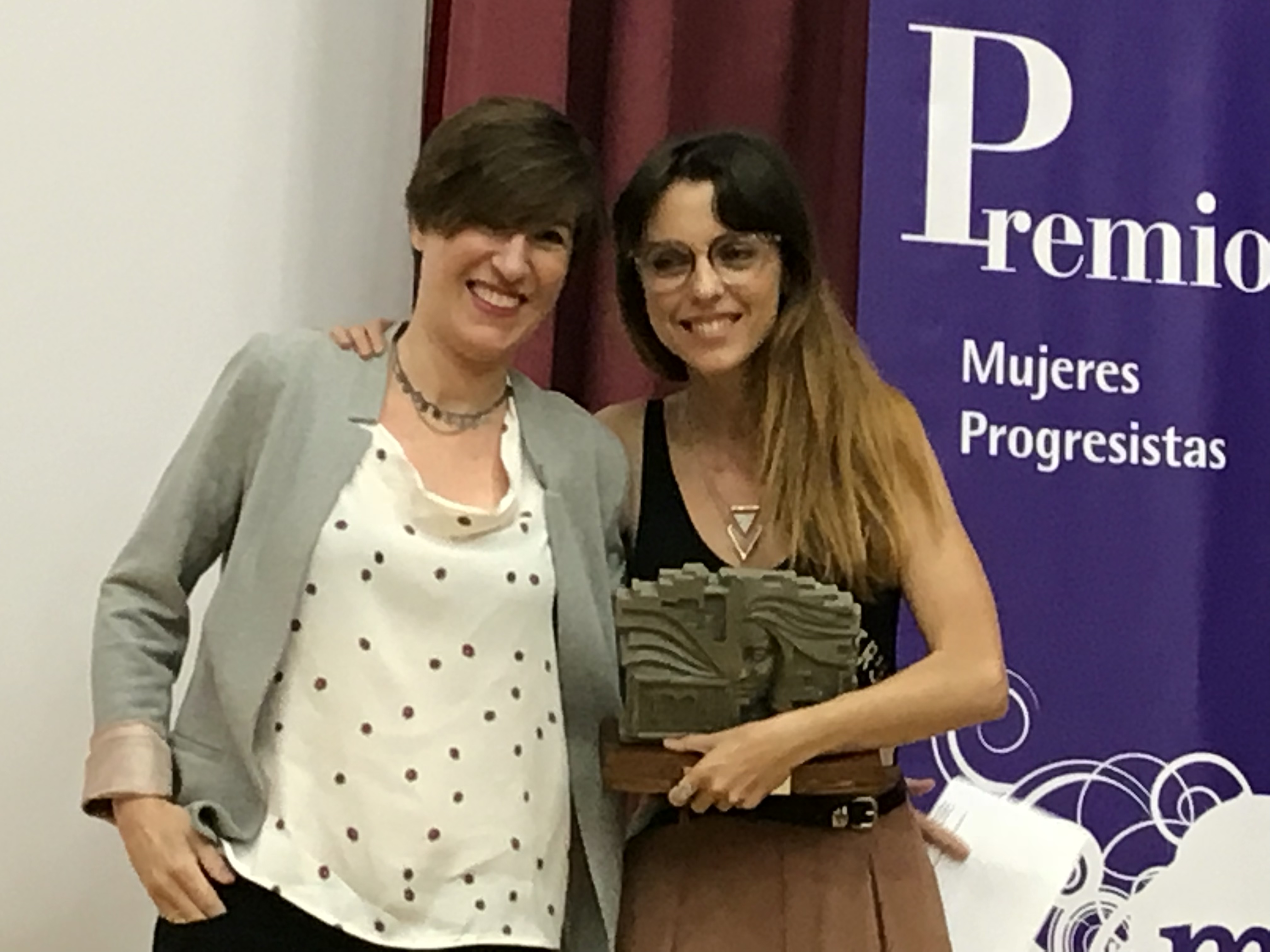
Virginia Yagüe y Leticia Dolera en los Premios Mujeres Progresistas 2017

- 2004 El secreto mejor guardado guion con Patricia Ferreira
- 2004 Cuadrilátero guion con José Carlos Ruiz
- 2004 En el mundo a cada rato.  (El secreto mejor guardado)
- 2005 Para que no me olvides guion con Patricia Ferreira
- 2008 La señora. La mujer en los años 20. Documental
- 2012 Los niños salvajes guion con Patricia Ferreira
- 2013 Writing Heads: Hablan los guionistas. Documental
- 2014 Yo decido. El Tren de la libertad. Documental colectivo.
- 2014 Prim, el asesinato de la calle del Turco  guionista con Nacho Faerna

## Series de televisión
- 1996 El Súper
- 2001 El secreto
- 2001 Arrayán
- 2001 Esencia de poder
- 2004 - 2005 Capital
- 2006 - 2011 Amar en Tiempos Revueltos
- 2008 - 2010 La señora
- 2011 - 14 de abril. La República
- 2013 España en Series. Ep. Luchadoras

## Libros
- 2009 El marqués. Editorial Temas de Hoy. ISBN 9788484607618
- 2014 La última princesa del pacífico. Planeta. ISBN 9788408131496